# Tatsuaki Kuroda
Pour les articles homonymes, voir Kuroda.
Tatsuaki Kuroda (黒田 辰秋, Kuroda Tatsuaki), né le 21 septembre 1904 à Gion, dans l'arrondissement de Higashiyama-ku de Kyoto, et mort le 4 juin 1982 dans la même ville, est un menuisier et artiste laqueur japonais. Il est nommé Trésor national vivant du Japon en 1970.
Il reçoit commande pour la création des bases de poignées destinées à la salle d'audience Take-no-Ma du nouveau palais impérial de Tokyo. Les bases, qui font 52 cm de diamètre, sont décorées avec des raden (en) dans lesquels des coquillages ou des morceaux de métaux précieux sont fixés. Le côté intérieur est orné d'huîtres perlières du Japon tandis que des coquilles mexicaines ornent le côté extérieur.
La salle présente également des œuvres du peintre nihonga Heihachirō Fukuda et du potier Hajime Katō.